# Челябинский государственный институт культуры
Челябинский государственный институт культуры — образовательное учреждение в области культуры и искусства; многопрофильный вуз. Ректор — Сергей Борисович Синецкий, профессор, доктор культурологии.

## История
В соответствии с постановлением Совета министров от 20 ноября 1967 г. и приказом Министерства культуры РСФСР от 24 января 1968 года был образован Челябинский государственный институт культуры, ставший пятым вузом подобного профиля в стране, первым на Урале и западной Сибири. Ректором вуза был назначен Поликарп Васильевич Сапронов, проректорами стали А. И. Лазарев и М. И. Мительглик.
На 200 мест дневного отделения было подано 1058 заявлений, в среднем 5 человек на одно место. Особенно большой конкурс наблюдался на библиотечный факультет — 9 человек на место. 1 октября 1968 года состоялось торжественное официальное открытие Челябинского государственного института культуры. Отличительной особенностью ЧГИК было то, что он имел в своем составе, кроме библиотечного и культурно-просветительного факультетов, ещё и музыкально-педагогический, то есть консерваторский факультет..
В 1991 году институт переименован в Челябинский государственный институт искусства и культуры (ЧГИИК), в 1999 — в Челябинскую государственную академию культуры и искусств (ЧГАКИ). С 31.12.2015 по инициативе министра культуры возвращено историческое наименование, в течение 2015 года аналогичным образом были переименованы и другие вузы культуры в России.

## Ректоры вуза
- Сапронов Поликарп Васильевич (21.02.1922, с. Богатое, Пресновский район, Акмолинская губерния, Киргизская АССР, РСФСР (в настоящее время — Жамбылский район Северо-Казахстанской области) — 22.01.1978, г. Челябинск) — кандидат исторических наук (1957), участник Великой Отечественной войны. 21 февраля 2003 состоялось открытие мемориальной доски первому ректору, с 2003 — ежегодно вручается премия его имени лучшим выпускникам вуза.
- Грай Александр Петрович (7.11.1925, дер. Сапогово, Кузнецкий округ Сибирского края (в настоящее время — Ленинск-Кузнецкий район Кемеровской области) — 18.02.2007, Челябинск) — педагог, кандидат экономических наук (1964), участник Великой Отечественной войны.
- Рушанин Владимир Яковлевич

## Структура вуза
В состав института входят 6 факультетов, 29 кафедр, на которых проходят обучение около 3000 студентов и магистрантов по 15 специальностям и 30 специализациям. Структурными подразделениями вуза являются Музейный комплекс, Центр дополнительного образования, концертно-творческий отдел, отдел по социально-воспитательной работе, управление науки и инноваций, отдел международных связей, учебно-методическое управление, административный и финансово-экономический отдел.
Факультеты:
- декоративно-прикладного творчества, декан Лешуков Алексей Григорьевич, кандидат культурологии.
- документальных коммуникаций и туризма, декан Запекина Наталья Михайловна, кандидат педагогических наук.
- консерваторский факультет, декан Ивашков Михаил Владимирович, профессор.
- культурологический, декан — Левченко Мария Александровна, кандидат культурологии, доцент.
- театра, кино и телевидения, декан — Солдаткин Владимир Евгеньевич, кандидат культурологии, профессор.
- хореографический, декан Новиков Константин Александрович

### Научная библиотека
Научная библиотека (6 мая 2019). ведет свою историю с момента образования вуза. 1 сентября 1968 года библиотека открыла свои двери для студентов-первокурсников ЧГИК.
Первым директором библиотеки стал М. П. Шушарин, участник Великой Отечественной войны, известный в городе библиофил. В разные годы библиотеку возглавляли Вера Федоровна Асеева, Татьяна Валентиновна Зайцева. С 2009 года директор библиотеки — Ирина Анатольевна Бачурина. В соответствии с решением Ученого совета Челябинского государственного института культуры с 2003 года библиотека имеет статус научной.
В течение ряда лет библиотекой реализуются долгосрочные проекты и программы: «Редкие книги библиотеки ЧГАКИ»; «Личные коллекции деятелей культуры Урала в фонде НБ ЧГАКИ»; «Электронная библиотека книжных памятников»; «Увлечения и коллекционирование: выставки частных собраний в Музее книги»; Программа поддержки и развития чтения студенчества ЧГАКИ под девизом «Читай, чтобы стать успешным».
Особое место в проектной деятельности библиотеки занимает составление биобиблиографических указателей из серии персональных библиографических указателей «Академия культуры и искусств: ведущие ученые, педагоги, творцы» (6 мая 2019).. Библиотека подключилась к работе над указателями этой серии в 2005 году. С начала работы над проектом (2002) выпущено 50 указателей, посвященных ведущим профессорам института.
Научная библиотека является постоянным членом ряда международных и общественных профессиональных объединений: РБА (2003), АРБИКОН (Ассоциация Региональных Библиотечных Консорциумов) (2003), НЭИКОН (2006), членом методического объединения библиотек вузов Челябинской области (с 1969 года).

### Музейный комплекс ЧГИК
Музейный комплекс ЧГИК был открыт в октябре 2003 во время подготовки к 35-летию вуза. Музейный комплекс ЧГИК включает историческую экспозицию, фотогалерею — выпускников института (с 2002), почётные гости вуза, именные ауд. Б. Т. Уткина (2003), А. И. Лазарева (2003), кабинет Музееведения, тематические экспозиции по истории факультетов и кафедр (с 2002), учебные аудитории по истории специальностей и профессий (библиотеки мира, книговедение, туризм). В рамках Музейного комплекса действует и самостоятельные музейные подразделения такие, как картинная галерея «Академия- 2 этаж», экспозиционный комплекс им. И. Г. Моргенштерна (2008).
Официальное открытие исторической экспозиции состоялось 20 феврале 2004 в день памяти первого ректора ЧГИК П. В. Сапронова. Тематически структура экспозиции была сформирована, исходя из исторической ретроспективы развития вуза (ЧГИК, ЧГИКИ, ЧГАКИ), сформированных структурных подразделений, факультетов. Автором экспозиции стала заведующая кафедрой туризма и музеологии, кандидат педагогических наук, доцент А. В. Лушникова). В 2008 к 40-летию вуза были внесены существенные изменения в тематическую структуру. В 2018 году в рамках празднования 50-летия вуза была проведена реэкспозиция исторической части Музейного комплекса. Авторами проекта стали преподаватели вуза: заведующий кафедрой туризма и музееведения, кандидат педагогических наук А. В. Лушникова, доцент кафедры туризма и музееведения, кандидат исторических наук, руководитель Музейного комплекса ЧГИК Н. В. Овчинникова, декан факультета декоративно-прикладного искусства, кандидат культурологии А. Н. Лешуков, доцент кафедры дизайна Ж. Ю. Чернева.
Экспозиция построена исходя из исторической ретроспективы развития вуза, структурных подразделений, факультетов. Материалом для оформления стендов, планшетов и витрин послужили документы, фотографии, афиши, театральные костюмы, поступившие из архивов структурных подразделений вуза и личных коллекции преподавателей ЧГИК.
Обновленная экспозиция дополнена объемным макетом учебных корпусов вуза, выполненным студентами факультета декоративно -прикладного творчества и интерактивным экраном, показывающим архивные записи театральных спектаклей и постановок факультета театра кино и ТВ.

### Центр дополнительного профессионального образования
В 1976 году при ЧГИК был открыт факультет повышения квалификации К 1983 году на ФПК прошли обучение уже свыше 1300 преподавателей по клубоведению, оркестровому дирижированию, народным инструментам, техническим средствам и культурно-просветительской работе. В 1995 году из-за финансовых затруднений факультет прекратил свою деятельность.
После восьмилетнего перерыва в ЧГИК в сентябре 2003 года было создано новое структурное подразделение — Институт дополнительного профессионального образования (ИДПО), который в течение 2003 по 2016 год возглавляла доцент, кандидат исторических наук Н. П. Рушанина. С сентября 2017 года ИДПО стал именоваться как Центр дополнительного профессионального образования (ЦДПО). Его руководителем была назначена доцент, кандидат педагогических наук О. М. Ильченко.
ЦДПО выступил инициатором и организатором масштабных мероприятий: всероссийского студенческого кинофестиваля, посвященного 100-летию со дня рождения С. А. Герасимова; конкурса на разработку фирменного стиля детских библиотек г. Челябинска; международного российско-голландского образовательного проекта «МАТРА» и других.

### Отдел международных связей
Международная деятельность института определяется её образовательной концепцией, построенной на принципе открытого, универсального, развивающего и инновационного обучения. Она направлена на интеграцию вуза в европейское образовательное пространство, обеспечение его полноценного участия в международных программах, установление прямых контактов и взаимодействия с научно-исследовательскими и учебными заведениями, а также организациями в области культуры и искусства зарубежных стран.
Отдел был создан в 2005 году.

## Материально-техническая база
Институт располагает 4 учебными корпусами, учебным театром «Дебют» на 420 и концертным залом им. М. Д. Смирнова на 230 мест, оркестровыми, хореографическими, хоровыми, театральными, компьютерными и видеоклассами, кабинетами звукозаписи, музыки, режиссуры, фольклорным, лингафонным. В вузе создана локальная компьютерная сеть, осуществлён доступ в Интернет. Институт имеет 2 общежития, в октябре 2013 года состоялось открытие современного учебно-тренировочного комплекса Учебно-тренировочный зал ЧГИК (6 мая 2019)..

## Руководство
- Синецкий Сергей Борисович — ректор, доктор культурологии, доцент
- Баштанар Ирина Михайловна — проректор по учебной и воспитательной работе, кандидат педагогических наук, доцент
- Штолер Андрей Владимирович  - проректор по научно-исследовательской и инновационной работе
- Рушанин Владимир Яковлеквич — советник ректора ЧГИК и профессор кафедры истории, музеологии и документоведения

## Известные ученые и педагоги вуза
Среди профессорско-преподавательского состава 11 академиков и членов-корреспондентов российских и международных академий наук, 4 народных артиста Российской Федерации и 52 человека, имеющих почетные звания «Заслуженный деятель науки Российской Федерации», «Заслуженный работник культуры Российской Федерации, „Заслуженный работник высшей школы Российской Федерации“, „Заслуженный артист Российской Федерации“ и т. д.
В институте работают такие ученые как доктор философских наук, профессор B.C. Цукерман, доктор исторических наук, профессор B.C. Толстиков, доктора педагогических наук, профессора М. Е. Дуранов, Р. А. Литвак, доктор философских наук, профессор Н. Г. Апухтина, доктор искусствоведения, профессор В. В. Бычков, доктор философских наук, профессор B.C. Невелева, доктор исторических наук, профессор В. Я. Рушанин, доктор педагогических наук, профессор В. Н. Худяков.
На протяжении многих лет в институте преподавал музыкант и педагог Виталий Абрамович Вольфович.

## Выпускники
См. категорию Категория:Выпускники Челябинского государственного института культуры
За более чем 50 лет ЧГИК подготовил около 36 000 специалистов для сферы культуры и искусства. Среди окончивших вуз 30 народных и заслуженных артистов России, более 190 заслуженных работников культуры и высшей школы.

## Награды
- Благодарность Президента Российской Федерации (10 октября 2018 года) — за заслуги в развитии отечественной культуры[3].